# George Reardon
George Reardon (* 23. Mai 1930 in Hartford, Connecticut; † 6. September 1998) war ein US-amerikanischer Arzt an einem Krankenhaus in Hartford, Connecticut, der seine Stellung ausnutzte, eine Vielzahl von Kindern sexuell zu missbrauchen. Die Daily Mail spricht von hunderten Opfern.
George Reardon war Arzt und später Chef der Endokrinologie am St. Francis Hospital & Medical Center, einem Krankenhaus in katholischer Trägerschaft in Hartford, Connecticut. Er arbeitete in diesem Krankenhaus von 1963 bis 1993. Es gab schon frühe Hinweise für den Missbrauch von Kindern durch Reardon. Mit einem Schreiben aus dem Jahre 1970 empfahl die örtliche Ärzteschaft Reardon, weniger Anstoß zu erregen. Das Schreiben verfasste Joseph S. Sadowski, ein Kollege im Haus. Reardon unterhielt weiterhin in seinem Arbeitszimmer im Krankenhaus ein Bett und eine Kamera-Ausstattung und lud Kinder zu sich ein. Zumindest einigen Opfern berichtete er, er führe eine wissenschaftliche Studie zum Thema Wachstum durch.
Reardon musste sich erst im Jahre 1993 zurückziehen, als eine Reihe von Opfern vor einer medizinischen Untersuchungskommission bezeugten, als Kinder von Reardon nackt fotografiert und sexuell missbraucht worden zu sein. Reardon verstarb 1998. Ungefähr zehn Jahre nach dessen Tod stieß der neue Besitzer seines ehemaligen Hauses in West Hartford 2007 bei Renovierungsarbeiten auf ein Versteck hinter einer Holzverschalung. Er entdeckte Diamagazine von Reardon mit insgesamt 50.000 Aufnahmen im Format 35 mm und mehr als 100 Videos im Format 8 mm mit Kinderpornografie. Die Bilder zeigen Kinder und Jugendliche, die, wie es in einem Fall beschrieben wird, auf den ersten Bildern noch lachen, auf den weiteren nicht mehr.
Die Polizei konnte im Bildmaterial mehrere hundert Opfer ausmachen. In einer Presseaktion bat die örtliche Polizei ab November 2007 die Opfer, sich zu melden. Im März 2011 waren etwa 250 Opfer vom Namen her bekannt, viele weitere waren nicht identifiziert. Ein Opfer berichtete, mindestens 20 Mal missbraucht worden zu sein.
Ein Gesetzesentwurf zur Aufhebung der Verjährungsfrist für Schadensersatzforderungen in Connecticut sollte den Opfern helfen (House Bill 5473). Er stieß jedoch auf einhelligen Widerstand der drei Bischöfe des Bundesstaates, Erzbischof Henry J. Mansell, Erzbistum Hartford, Bischof William E. Lori, Bistum Bridgeport und Bischof Michael R. Cote, Bistum Norwich. In einem an die Priester adressierten Brief, in einem vor den Gemeinden zu verlesenden Hirtenbrief für die Gemeinden vorgesehen für den 10. und 11. April 2010 und in Briefen an die Gemeindemitglieder klagten sie darüber, dass dieses Gesetz die Vermögen der kirchlichen Organisationen und der Arbeit belasten würde:
„This bill would put all Church institutions, including your parish, at risk. (...) That is why it is important for you to join other Catholics across Connecticut in opposing this legislation.“
Der Gesetzesentwurf wurde nicht verabschiedet. 2010 waren 135 Klagen gegen die Erzdiözese Hartford und das Krankenhaus anhängig. Die Anwälte argumentieren, dass der Krankenhausträger nicht verantwortlich genug gehandelt habe. Aufgrund der 30-jährigen Verjährungsfrist für den Betroffenen ab dem 18. Lebensjahr  in Connecticut ist es vielen Opfern allerdings nicht mehr möglich, einen Schadensersatz und Schmerzensgeld geltend zu machen. Mindestens 60 Menschen sind vom Ausschluss betroffen.